# 菅原町 (野々市市)
菅原町（すがはらまち）は、石川県野々市市の字のひとつ。郵便番号は921-8814。

## 概要
野々市市中央部に位置しており、富奥地区の矢作や金沢市額新保と接している。
元は野々市町本町であったが1964年（昭和39年）5月1日実施の住居表示変更により野々市町菅原町となった。

## 歴史
- 1964年（昭和39年）5月1日 - 住居表示変更により石川郡野々市町本町から石川郡野々市町菅原町となる。

## 世帯数と人口
2018年（平成30年）3月31日現在の世帯数と人口は以下の通りである。
| 町丁   | 世帯数  | 人口    |
| ------ | ------- | ------- |
| 菅原町 | 645世帯 | 1,434人 |

## 小・中学校の学区
市立小・中学校に通う場合、学区は以下の通りとなる。
| 番   | 小学校               | 中学校                 |
| ---- | -------------------- | ---------------------- |
| 全域 | 野々市市立菅原小学校 | 野々市市立野々市中学校 |

## 施設
- 野々市市立菅原小学校
- 野々市交通公園

## 交通

### バス路線
- 北陸鉄道：44番野々市線
- 加賀白山バス：鳥越線、白峰線

### 道路
- 石川県道179号野々市鶴来線